# 八洞镇
八洞镇，是中华人民共和国四川省绵阳市三台县下辖的一个乡镇级行政单位。

## 行政区划
八洞镇下辖以下地区：
八洞场社区、八洞村、书房村、罗盘村、富山村、鹤嘴村、柏山村、岔湾村、红庙村、人民村、大旗山村、张桥村、龙宝山村、月明寺村、马鞍山村、天宫堂村、付家垭村和新春寺村。